# Жамбил (Айтекебійський район)
Жамби́л (каз. Жамбыл) — село у складі Айтекебійського району Актюбінської області Казахстану. Адміністративний центр та єдиний населений пункт Жамбильського сільського округу.
У радянські часи село називалось Джамбул.
Населення — 529 осіб (2021; 838 у 2009, 1277 у 1999, 1387 у 1989).